# La parabola del seminatore
La parabola del seminatore è un romanzo di fantascienza del 1993 della scrittrice statunitense Octavia E. Butler, candidato al Premio Nebula per il miglior romanzo nel 1994.
È stato pubblicato per la prima volta in italiano nel 2000 da Fanucci.

## Trama
Ambientato in un futuro distopico in cui la società civile è vicina al collasso a causa della scarsità di risorse e della povertà dilagante, la Parabola del seminatore vede come protagonista una giovane donna di nome Lauren Olamina che possiede il dono di percepire fisicamente il dolore altrui. Durante l'adolescenza passata in un'enclave fortificata nei pressi di Los Angeles e costantemente sotto assedio da bande armate e gruppi di sbandati, la ragazza sviluppa un sistema filosofico-religioso denominato "Il seme della terra" in cui individua una nuova strada per il cambiamento e la possibilità di sottrarre l'umanità al fanatismo distruttivo. Quando la sicurezza della comunità in cui vive viene compromessa e la sua casa è distrutta, Lauren decide di intraprendere un lungo e duro viaggio verso il Nord assieme ad alcuni superstiti per cercare di avviare una comunità dove la sua religione, "Il seme della terra", possa fiorire e crescere.

## Edizioni
(elenco parziale)
- Octavia E. Butler, La parabola del seminatore, Solaria n.4, Fanucci, 2000,  p. 352, ISBN 88-347-1143-2.